# Łzawnik główkowaty

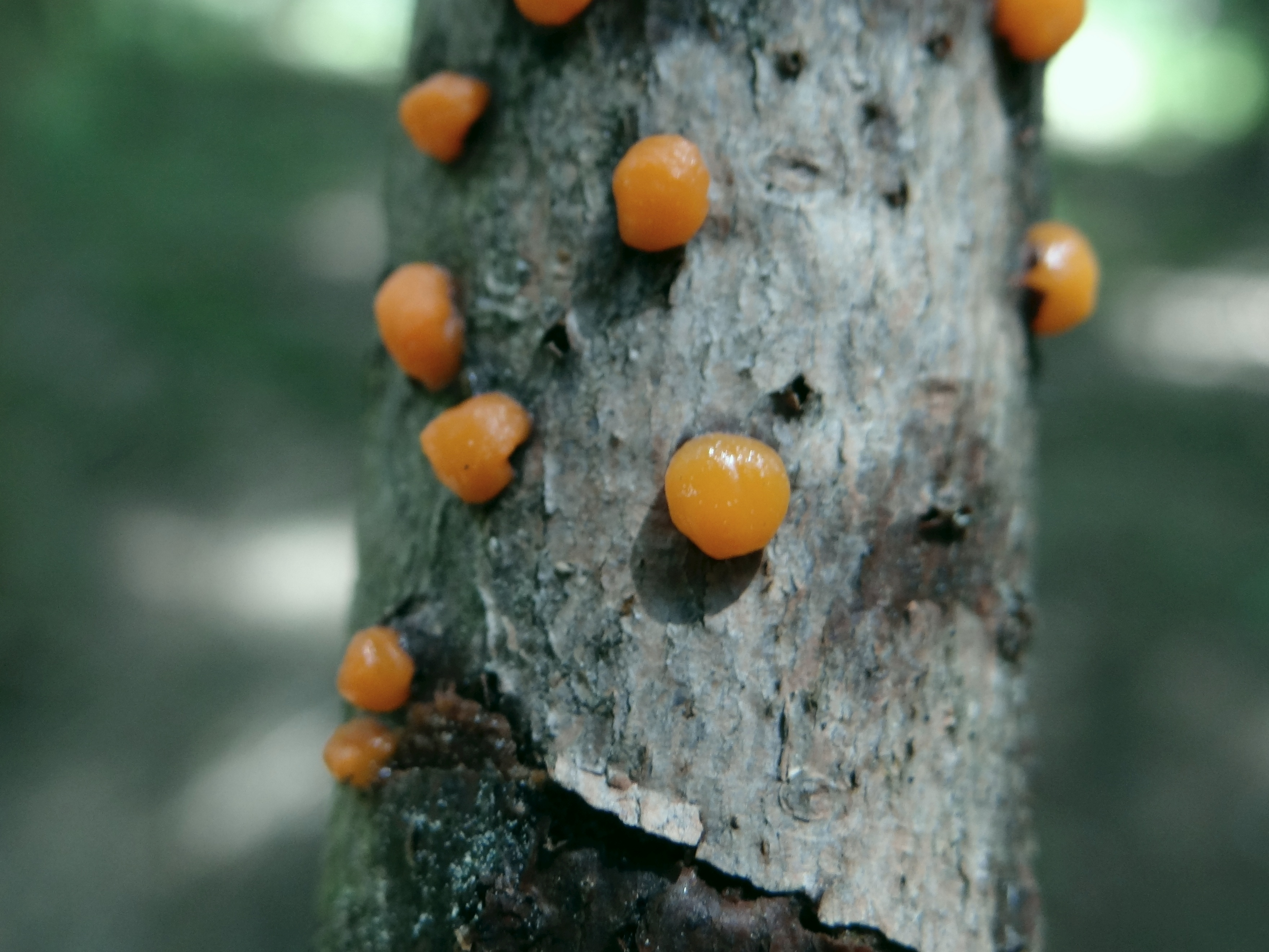

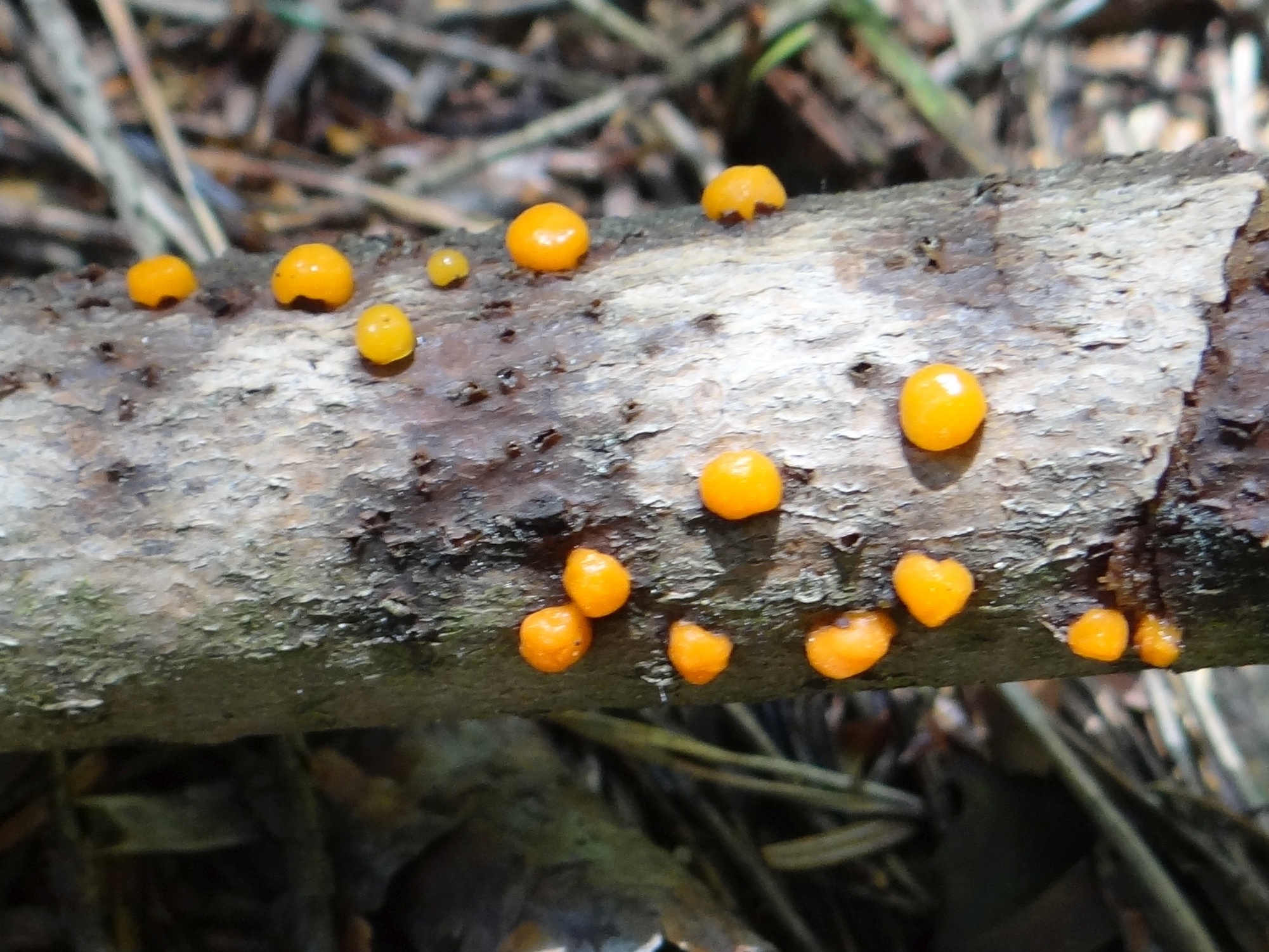

Łzawnik główkowaty (Dacrymyces capitatus Schwein.) – gatunek grzybów z rodziny łzawnikowatych (Dacrymycetaceae).

## Systematyka i nazewnictwo
Pozycja w klasyfikacji według Index Fungorum: Dacrymyces, Dacrymycetaceae, Dacrymycetales, Incertae sedis, Dacrymycetes, Agaricomycotina, Basidiomycota, Fungi.
Po raz pierwszy opisał go Lewis David von Schweinitz w 1832 roku. Wskazał holotyp. Synonimy:

- Dacrymyces deliquescens f. stipitata Bourdot & Galzin 1909
- Dacrymyces deliquescens var. ellisii (Coker) L.L. Kenn. 1959
- Dacrymyces ellisii Coker 1920
- Dacrymyces stipitatus (Bourdot & Galzin) Neuhoff 1936
- Dacryomitra nuda (Berk. & Broome) Pat. 1900
- Dacryopsis nuda (Berk. & Broome) Massee 1891
- Dacrymyces ulicis (Plowr.) Sacc. & P. Syd. 1902
- Ditiola nuda Berk. & Broome 1848
- Ditiola ulicis Plowr 1899

Nazwę polską zaproponował Władysław Wojewoda w 2003 r.

## Morfologia
Owocnik
Kulisty o średnicy 0,5–1,5 mm rzadziej do 2 mm, siedzący, lub wyrastający z podłoża na krótkim trzonku. Często owocniki występują grupami, wówczas sąsiednie wskutek nacisku są zdeformowane. Powierzchnia naga lub delikatnie oprószona, barwa początkowo żółtawopomarańczowa, potem żółtawobrązowa, po wysuszeniu pomarańczowobrązowa. Kontekst galaretowaty, żółty, w stanie suchym bardziej intensywnie wybarwiony. Smak i zapach niewyraźny.
Cechy mikroskopowe
Podstawki o kształcie kamertonu. Bazydiospory o rozmiarach 10–13 × 4,5–6 μm. Mają kiełbaskowaty kształt i w stanie dojrzałym 3 przegrody. Sprzążek brak, Strzępki na obrzeżu owocnika inkrustowane.
Gatunki podobne
Podobny jest łzawnik rozciekliwy (Dacrymyces stillatus). Odróżnia się brakiem trzonka i mniejszymi bazydiosporami. Charakteryzuje się także tendencja do tworzenia anamorfy w postaci galaretowatej masy, w której wytwarzane są tylko bezpłciowe zarodniki konidialne, zazwyczaj w łańcuszkach.

## Występowanie i siedlisko
Jest szeroko rozprzestrzeniony w Ameryce Północnej i Europie, podano jego występowanie także na Azorach, w Australii i Nowej Zelandii. W Polsce gatunek rzadki. Znajduje się na Czerwonej liście roślin i grzybów Polski. Ma status V – gatunek narażony, który zapewne w najbliższej przyszłości przesunie się do kategorii wymierających, jeśli nadal będą działać czynniki zagrożenia. Znajduje się na listach gatunków zagrożonych także w Holandii.
Nadrzewny saprotrof zaliczany do grupy grzybów tremelloidalnych. Występuje w lasach na martwym drewnie – na opadłych gałęziach, zwłaszcza brzozy, wiązu, dużo rzadziej na drewnie drzew iglastych.